# Grünes Gewölbe

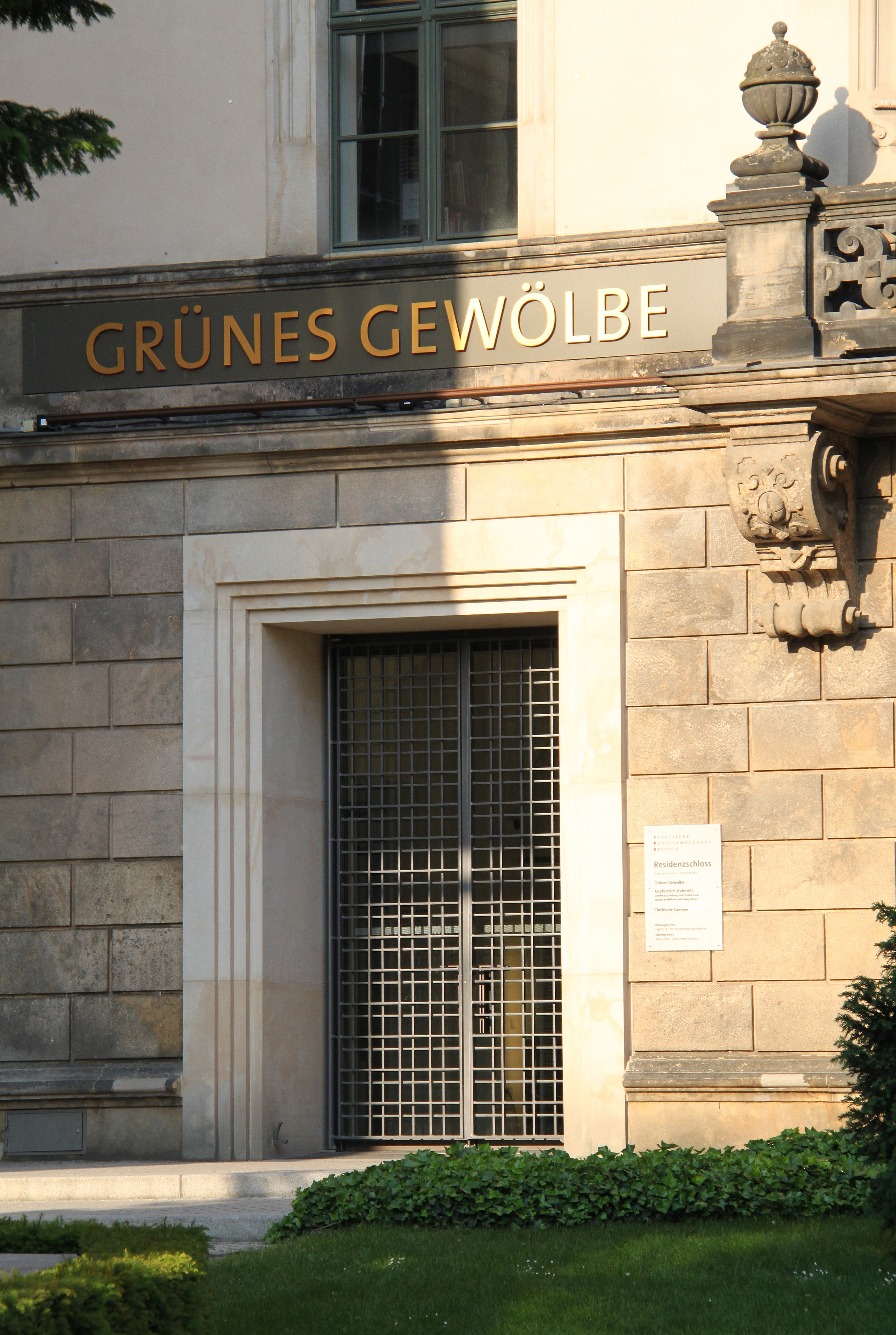
Ingång till Grünes Gewölbes lokaler i Dresdens residensslott.

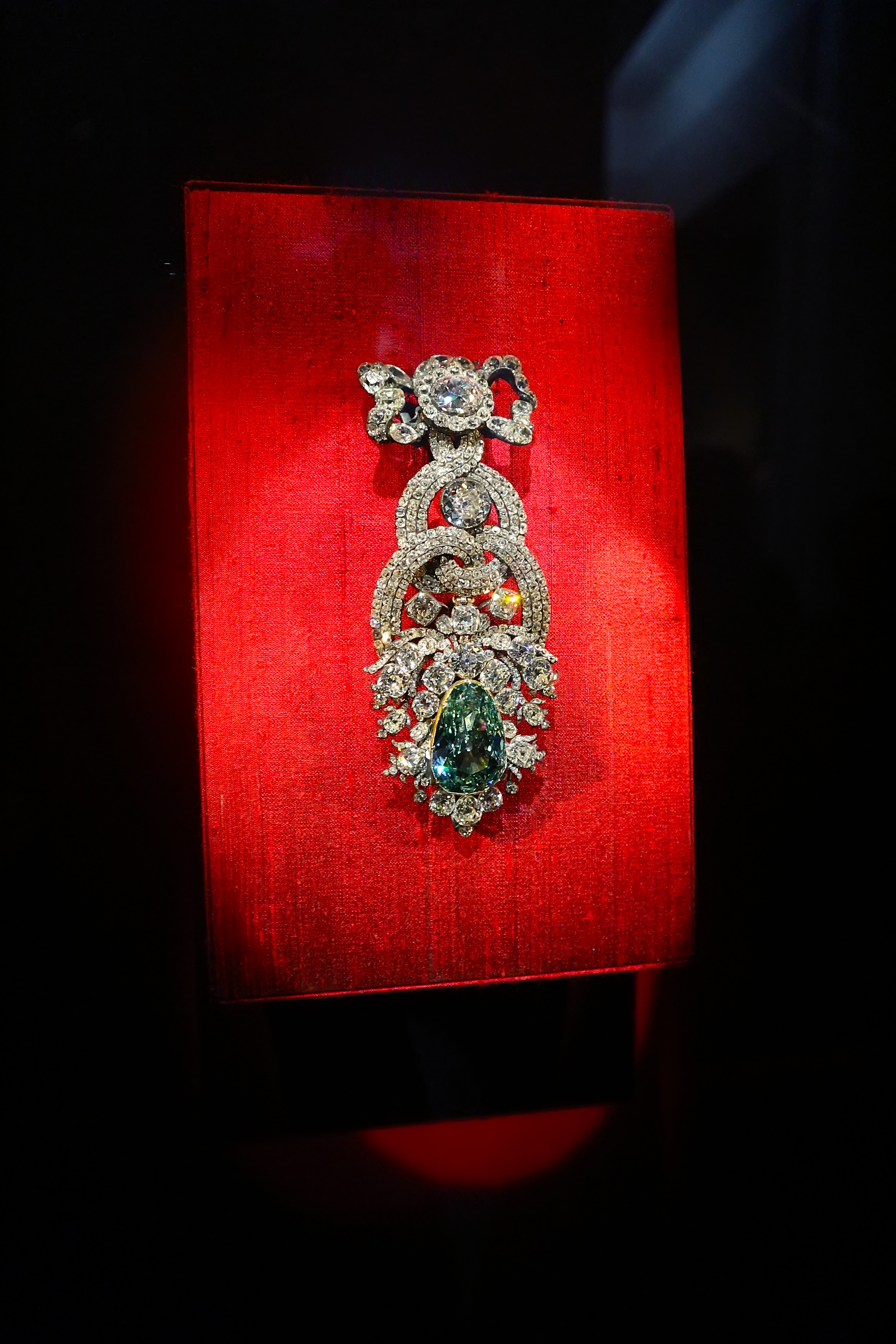
Dresdens gröna diamant är världens största slipade naturligt gröna diamant. Den är idag del av ett hattsmycke och ingår i de sachsiska kronjuvelerna.

Grünes Gewölbe, på svenska även Gröna valvet, är ett museum i Dresdens residensslott i Tyskland. Museet visar de sachsiska kurfurstarna och kungarna av huset Wettins skattkammare, med samlingar av konsthantverk från renässansen till klassicismen. Det är tillgängligt för allmänheten sedan 1723, då kurfurst August den starke grundade sitt kuriosakabinett och öppnade det för allmänheten, vilket gör det till ett av världens äldsta museer. 

## Historia
Efter sin utnämning till kurfurste av Sachsen 1547 lät Moritz av Sachsen uppföra residensslottets nuvarande västflygel. Namnet på museet kommer från den ursprungliga gröna färgen på pelarna i den kurfurstliga skattkammaren i flygelns bottenvåning, från slutet av 1500-talet officiellt kallad Geheime Verwarung ("hemliga förvaret"). Sedermera kom det inofficiella namnet "gröna valvet", Grünes Gewölbe i allmänt bruk. Skattkammaren förlades till stenvalven i slottets bottenvåning för att bättre skydda mot brand, vilket var en stor risk. Vid denna tid var lokalerna endast avsedda för förvaring av värdesaker.
August den starke, som var kurfurste av Sachsen och senare även valdes till kung av Polen, lät 1723–1729 bygga om västflygeln och inreda nio salar till ett omfattande kuriosakabinett. I en första byggfas fram till 1725 tillkom hörnrummet och Pretiosensaal, och från 1727 tillkom ytterligare åtta salar. Arkitekt var Matthäus Daniel Pöppelmann, som även ritade slottet Zwinger, och den utsmyckade inredningen formgavs av Raymond Leplat.
Grünes Gewölbe och dess samlingar förblev i huvudsakligen oförändrat skick från 1700-talet fram till andra världskriget. Lokalerna i residensslottet skadades svårt i samband med bombningen av Dresden 1945, där tre av rummen förstördes, men samlingarna hade dessförinnan lagrats undan i Königsteins fästning. Efter andra världskriget transporterades de värdefulla samlingarna till Sovjetunionen, men återlämnades till Östtyskland 1958. Under residensslottets återuppbyggnad ställdes mellan 1959 och 2004 delar av samlingarna ut i den närbelägna museibyggnaden Albertinum.
Samlingen är idag utställd i en historiskt inredd avdelning i bottenvåningen, färdigställd 2006, och en modernt inredd avdelning, färdigställd 2004, i västra delen av det efter Tysklands återförening rekonstruerade residensslottet. Den historiska delen är en rekonstruktion av inredningen och utställningen efter bevarade inventarielistor från 1733, och visar samlingen som den såg ut på August den starkes tid. Museet drivs av Fristaten Sachsen som del av Staatliche Kunstsammlungen Dresden. Renoveringen kostade sammanlagt 45 miljoner euro, varav 13 miljoner gick till att restaurera väggbeklädnaden i de historiska salarna.
I ett inbrott 25 november 2019 stals ett tiotal objekt tillhörande tre juvelgarnityrer ur samlingarna, från en monter i det historiska juvelrummet. I december 2022 återfanns en större del av de stulna föremålen i samband med pågående polisutredning.

## Samlingar

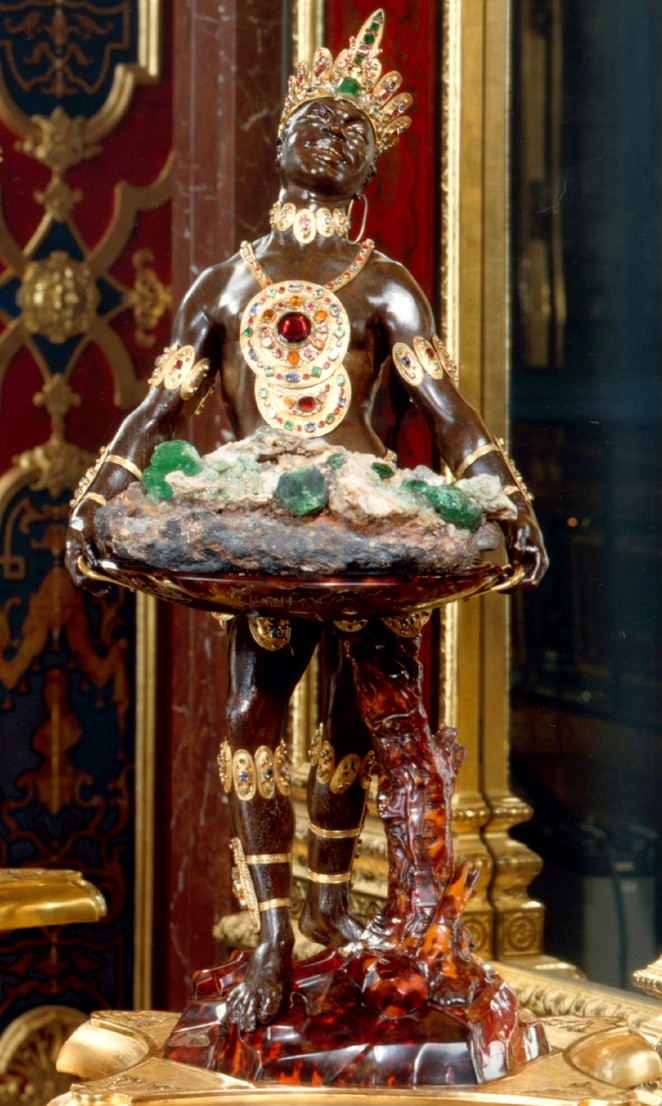
Morian med smaragdkluster, staty tillverkad av Dinglinger omkring 1724.
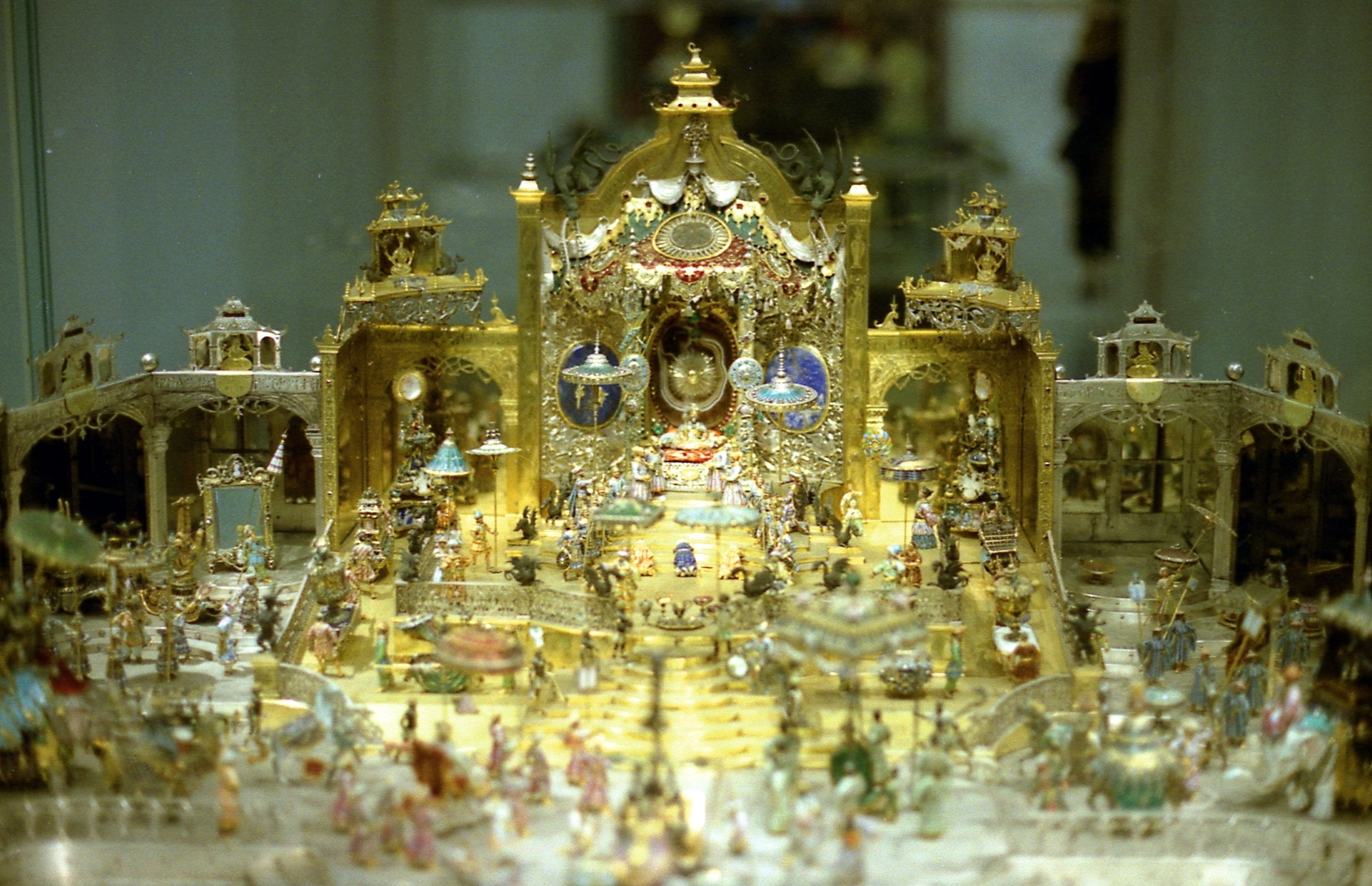
Hovet i Delhi på stormogul Aurangzebs födelsedag, miniatyrdiorama av Dinglinger, skapat 1701–1708.
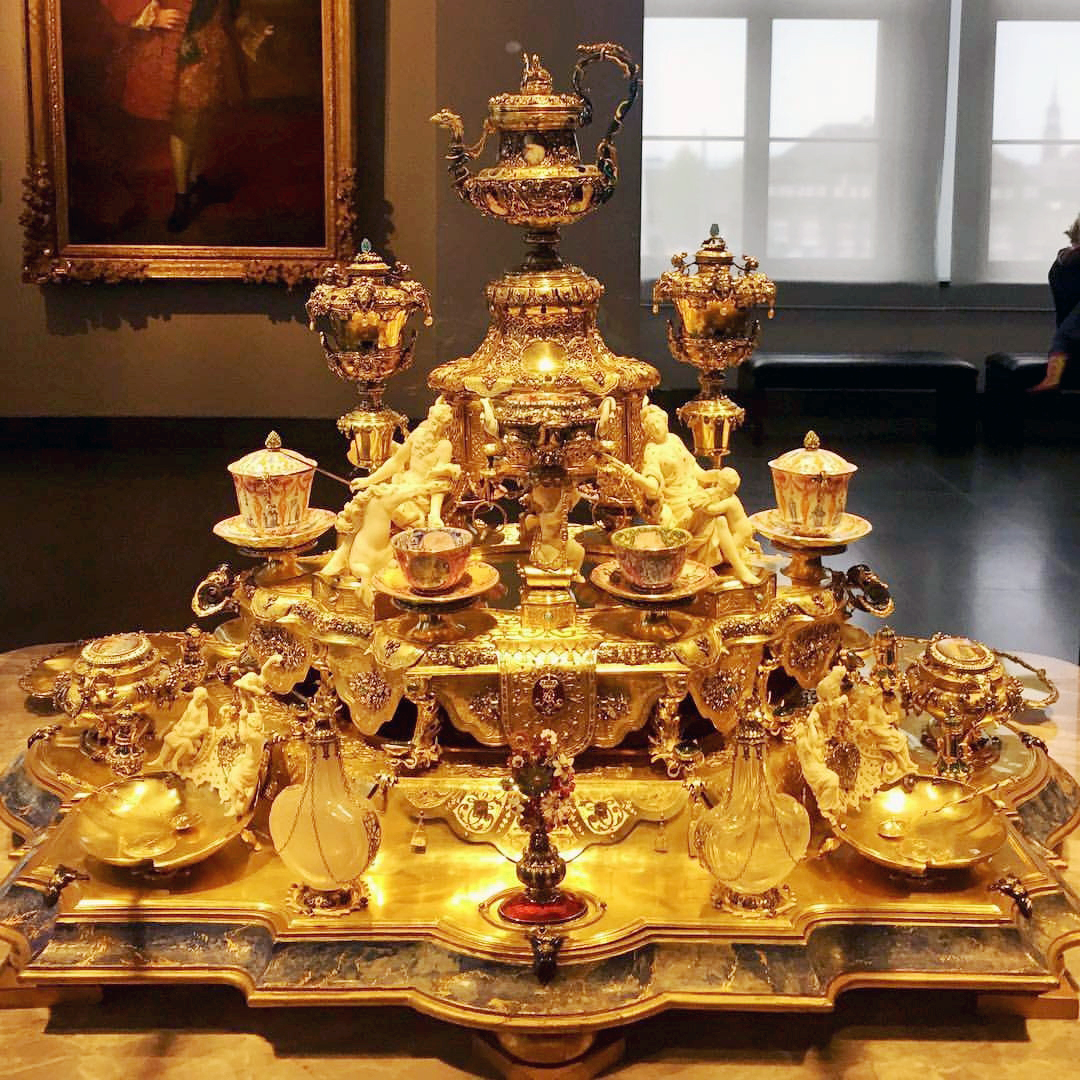
"Gyllene kaffeservisen", tillverkad av Dinglinger 1687–1701

Till samlingens mest kända objekt hör Mohr mit Smaragdstufe, en 64 cm hög staty rikt dekorerad med ädelstenar. Den tillverkades av hovguldsmeden Johann Melchior Dinglinger omkring 1724 på August den Starkes beställning, för att visa upp ett smaragdkluster. Smaragderna härrör från en colombiansk gruva och hade ursprungligen givits i gåva till kurfurst August av Sachsen av kejsar Rudolf II 1581. Den så kallade "morianen" är egentligen klädd som en sydamerikansk indian, med en bricka av sköldpaddsskal.
I Bärnstenskabinettet visas olika bärnstensföremål upp, bland annat ett bärnstensskåp som givits i gåva av Fredrik II av Preussen till August III av Polen. Skåpet tillverkades 1742 i Königsberg.
Juvelgarnityrerna är Europas största samling av juveler och användes som ämbetstecken och synliga maktsymboler av Sachsens absoluta monarker. Den kuddformade sachsiska vita diamanten är på 50 karat och visas här. Ett annat unikt föremål är en safir på 648 karat, som givits som gåva till kurfursten av Peter I av Ryssland.
Den juvelförsedda obelisken Obeliscus Augustalis tillverkades av Johann Melchior Dinglinger 1719–21. Den är 2,38 meter hög och är försedd med 240 stenar och figurer. Dekoren visar August den starke, som en kung som äras av olika folk och personligheter från antiken.
I den historiska utställningen ingår även ett antal föremål som tillhört historiska personer, bland annat dryckeskärl som tillhört Martin Luther och Ivan IV "den förskräcklige" av Ryssland.
"Körsbärskärnan med 185 ansikten" tillverkades under åren före 1589, troligen med ett optiskt hjälpmedel som en lupp. Den snidade kärnan är inarbetad i ett örhänge. I verkligheten är dock endast 113 olika ansikten synliga. Den tillhör en grupp av fyra snidade körbärskärnor från 1500-talet, som också visar historier ur Bibeln, porträttbilder och vapensköldar i mycket fin detalj. Körsbärskärnorna skänktes 1589 som gåva till kurfurst Kristian I av Sachsen och är idag utställda i mikrokabinettet.